# Ronde van de Jura 2023
De 20e editie van de Ronde van de Jura werd verreden op 15 april 2023. Winnaar was Kévin Vauquelin. Op het podium stonden ook Thibaut Pinot (2e) en Guillaume Martin (3e). De race was onderdeel van de UCI Europe Tour. 
Op zo'n 25 kilometer voor de meet ging de Italiaan Alessandro Verre in de aanval. Hij kreeg maximaal 40 seconden voorsprong op het peloton. Deze voorsprong slonk snel toen Thibaut Pinot in de aanval ging aan de voet van de slotklim. Met nog 3 kilometer te gaan was Verre ingerekend en plaatsten de aanvallers, die nog aanwezig waren in de groep der favorieten, meerdere aanvallen. De demarrage van Kévin Vauquelin bezat de goede krachten en energie om het te redden tot de finish en zegevierde.
Tijdens de koers hadden de renners te maken met veel regen en dichte mist.

## Uitslag
| Plaats  | Naam             | Ploeg                    | tijd     |
| ------- | ---------------- | ------------------------ | -------- |
| Winnaar | Kévin Vauquelin  | Arkéa Samsic             | 4u22'16" |
| 2       | Thibaut Pinot    | Groupama-FDJ             | +17"     |
| 3       | Guillaume Martin | Cofidis                  | z.t.     |
| 4       | Nans Peters      | AG2R-Citroën             | +23"     |
| 5       | Ben O'Connor     | AG2R-Citroën             | +27"     |
| 6       | Clément Berthet  | AG2R-Citroën             | +37"     |
| 7       | Victor Lafay     | Cofidis                  | +45"     |
| 8       | Igor Arrieta     | Equipo Kern Pharma       | +46"     |
| 9       | Miguel Heidemann | Leopard TOGT Pro Cycling | +1'14"   |
| 10      | José Manuel Díaz | Burgos-BH                | z.t.     |

2003 · 2004 · 2005 · 2006 · 2007 · 2008 · 2009 · 2010 · 2011 · 2012 · 2013 · 2014 · 2015 · 2016 · 2017 · 2018 · 2019 · 2020   · 2021 · 2022 · 2023 · 2024